# Cambridgea
Cambridgea es un género de arañas de la familia Desidae.

## Especies
- Cambridgea agrestis Forster & Wilton, 1973
- Cambridgea ambigua Blest & Vink, 2000
- Cambridgea annulata Dalmas, 1917
- Cambridgea antipodiana (White, 1849)
- Cambridgea arboricola (Urquhart, 1891)
- Cambridgea australis Blest & Vink, 2000
- Cambridgea decorata Blest & Vink, 2000
- Cambridgea elegans Blest & Vink, 2000
- Cambridgea elongata Blest & Vink, 2000
- Cambridgea fasciata L. Koch, 1872
- Cambridgea foliata (L. Koch, 1872)
- Cambridgea inaequalis Blest & Vink, 2000
- Cambridgea insulana Blest & Vink, 2000
- Cambridgea longipes Blest & Vink, 2000
- Cambridgea mercurialis Blest & Vink, 2000
- Cambridgea obscura Blest & Vink, 2000
- Cambridgea occidentalis Forster & Wilton, 1973
- Cambridgea ordishi Blest & Vink, 2000
- Cambridgea pallidula Blest & Vink, 2000
- Cambridgea peculiaris Forster & Wilton, 1973
- Cambridgea peelensis Blest & Vink, 2000
- Cambridgea plagiata Forster & Wilton, 1973
- Cambridgea quadromaculata Blest & Taylor, 1995
- Cambridgea ramsayi Forster & Wilton, 1973
- Cambridgea reinga Forster & Wilton, 1973
- Cambridgea secunda Forster & Wilton, 1973
- Cambridgea simoni Berland, 1924
- Cambridgea solanderensis Blest & Vink, 2000
- Cambridgea sylvatica Forster & Wilton, 1973
- Cambridgea tuiae Blest & Vink, 2000
- Cambridgea turbotti Forster & Wilton, 1973